# Familia de María (astronomía)
La familia de María es una familia de asteroides, del cinturón de asteroides que está formada por alrededor de 89 asteroides que orbitan alrededor del Sol con distancias que oscilan entre los 2.52-2.62 UA. El primero en nombrarla fue el astrónomo japonés Kiyotsugu Hirayama en el año 1918 Los asteroides en esta familia tienen una inclinación que oscila entre los 12 a 17 grados. Recibe su nombre por el asteroide (170) Maria.
Aunque el asteroide (695) Bella tiene propiedades orbitales que indican que puede ser un candidato para esta familia, las propiedades espectrales del objeto indican que más probablemente sea un intruso. En cambio, puede haber sido un fragmento despedido del asteroide (6) Hebe, o algún cuerpo similar.

## Asteroides identificados
| Nombre           | a     | e     | i      |
| ---------------- | ----- | ----- | ------ |
| (170) Maria      | 2.553 | 0.065 | 14.40° |
| (292) Ludovica   | 2.529 | 0.034 | 14.92° |
| (652) Jubilatrix | 2.554 | 0.127 | 15.77° |
| (714) Ulula      | 2.535 | 0.058 | 14.27° |
| (787) Moskva     | 2.539 | 0.129 | 14.84° |
| (875) Nymphe     | 2.552 | 0.151 | 14.59° |
| (879) Ricarda    | 2.531 | 0.155 | 13.68° |
| (897) Lysistrata | 2.541 | 0.094 | 14.32° |
| (1158) Luda      | 2.564 | 0.112 | 14.85° |
| (1215) Boyer     | 2.578 | 0.133 | 15.91° |
| (2089) Cetacea   | 2.533 | 0.156 | 15.39° |
| (3066) McFadden  | 2.527 | 0.133 | 15.57° |